# 奧爾什丁縣

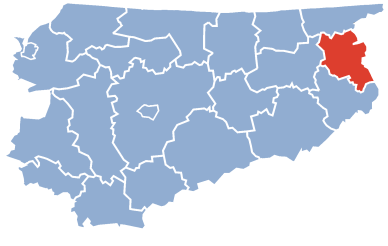

54°2′N 22°30′E / 54.033°N 22.500°E
奧爾什丁縣（波蘭語：Powiat olsztyński），是波蘭的縣份，位於該國東北部，由瓦爾米亞-馬祖里省負責管轄，首府設於奧爾什丁，面積2,840平方公里，2006年人口113,529，人口密度每平方公里40人。